# Großer Preis von Monaco 1955
Der Große Preis von Monaco 1955 (offiziell XIII Grand Prix Automobile de Monaco) fand am 22. Mai auf dem Circuit de Monaco in Monte Carlo statt und war das zweite Rennen der Automobil-Weltmeisterschaft 1955. Der Grand Prix hatte auch den FIA-Ehrentitel Großer Preis von Europa.

## Bericht

### Hintergrund
Der Große Preis von Monaco 1950 war von einer Massenkarambolage überschattet worden, die eine langjährige Pause des Rennens zur Folge hatte. Der Große Preis von Monaco 1955 fand erst nach fünf Jahren wieder statt; ohne Unterbrechung war das Monaco-Rennen seitdem bis einschließlich 2019 ein fester Bestandteil des Formel-1-Rennkalenders, bevor 2020 im Zuge der COVID-19-Pandemie der Große Preis von Monaco erstmals wieder aus dem Rennkalender gestrichen wurde.
Nach dem Großen Preis von Argentinien führte Juan Manuel Fangio in der Fahrerwertung mit 5,66 Punkten vor Maurice Trintignant und Giuseppe Farina.
Fangio, der den ersten Monaco-Grand-Prix 1950 und das erste Saisonrennen in Argentinien gewann, zählte als Favorit für den Rennsieg. Sein Teamkollege bei Mercedes, Karl Kling, pausierte ein Rennen. Ferrari trat mit fünf Wagen an, neben den Stammpiloten Farina und Trintignant fuhren Harry Schell, Piero Taruffi und Paul Frère. Maserati setzte in Monaco auf seine drei Stammpiloten Jean Behra, Roberto Mieres und Luigi Musso. Ein vierter Wagen kam für Cesare Perdisa zum Einsatz, der sein Formel-1-Debütrennen bestritt. Lancia behielt die Fahrerpaarung des ersten Saisonrennens und stellte einen vierten Wagen für Louis Chiron bereit. Der Monegasse war am Renntag 55 Jahre und 292 Tage alt und damit der älteste Fahrer, der je an einem Formel-1-Rennen teilnahm. Es war gleichzeitig sein letztes Rennen. Beim Großen Preis von Monaco 1958 versuchte er sich zu qualifizieren, was ihm jedoch nicht gelang.
Mike Hawthorn kehrte zur Formel 1 zurück und fuhr für Vanwall mit dem neuen Vanwall VW 55. Auch Gordini brachte mit dem Gordini Type 32 für Robert Manzon einen neuen Wagen. 

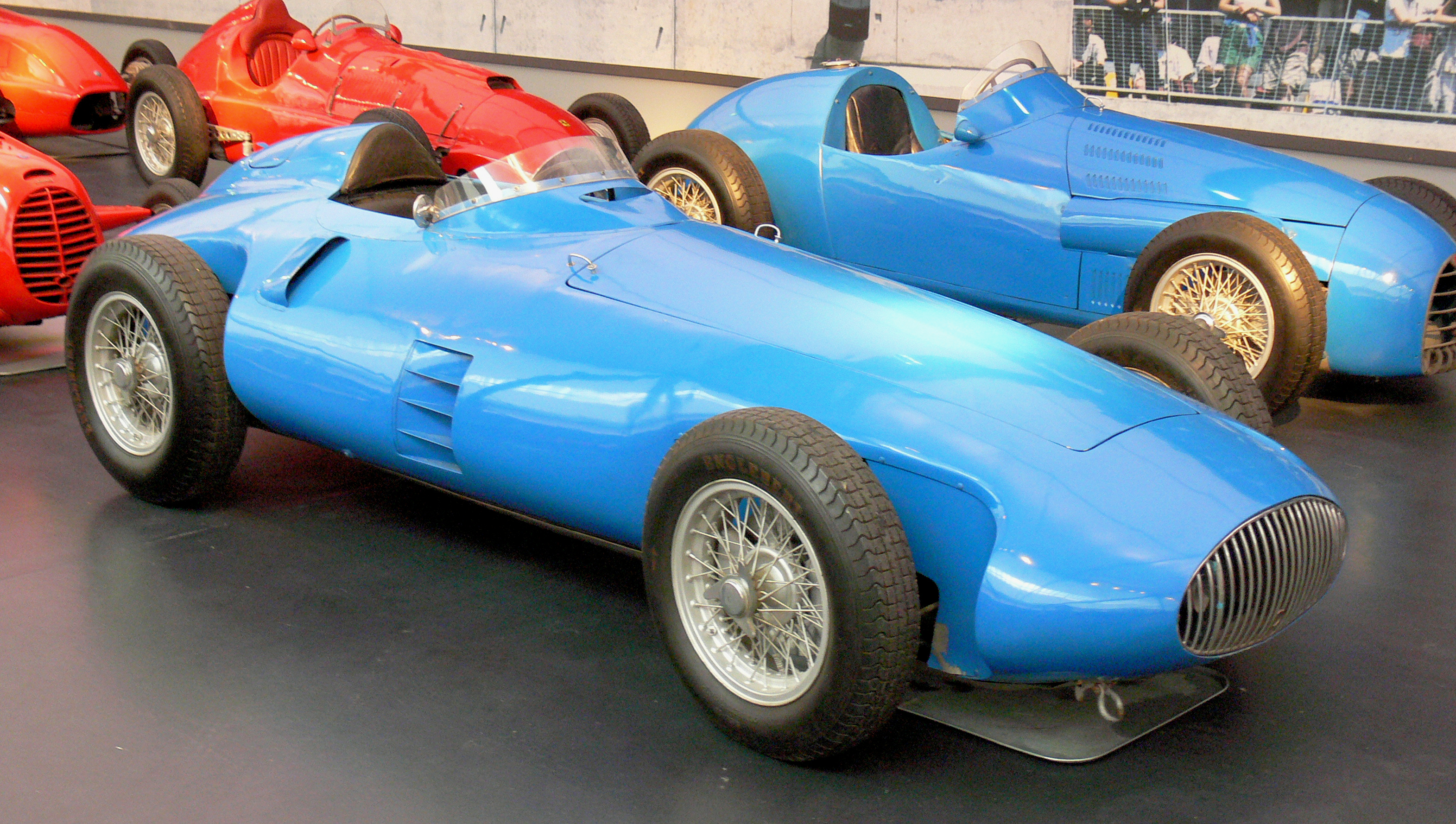
Gordini T32 (vorne)

Außerdem nahmen vier Fahrer in privaten Wagen am Rennen teil. Der Formel-1-Weltmeister 1952 und 1953, Alberto Ascari starb vier Tage nach dem Monaco-Grand-Prix bei Testfahrten in Monza. Lancia stieg daraufhin nach nur drei Rennen aus der Formel 1 aus und verkaufte seine Wagen an Ferrari. 1956 wurde Ferrari mit der Technologie dieser Wagen Weltmeister, im Ferrari D50.

### Training
Das Training war bestimmt vom Kampf zwischen Mercedes und Lancia um die Pole-Position. Fangio fuhr am Freitag eine Zeit von 1:41,1 Minuten. Damit brach er den Streckenrekord von 1937, als Rudolf Caracciola, ebenfalls mit einem Mercedes, 1:46,5 Minuten fuhr. Am Samstag fuhr Ascari die gleiche Rundenzeit wie Fangio, allerdings einen Tag später, sodass Fangio als Schnellster gewertet wurde, Ascari auf Startposition zwei. Eine Zehntelsekunde dahinter lag Stirling Moss im zweiten Mercedes, von Platz vier startete der zweite Lancia von Castellotti. Maserati konnte sich mit Behra und Mieres auf den Plätzen fünf und sechs positionieren. Für Ferrari lief das Training enttäuschend. Trintignant erreichte mit drei Sekunden Rückstand auf Fangio nur Platz neun, Farina startete von 14, Hawthorn ging von Platz zwölf für Vanwall ins Rennen, der beste Startplatz für einen Gordini-Fahrer war Position 13 von Manzon.
Das Training wurde von einem schweren Unfall von Mercedesfahrer Hans Herrmann überschattet, der in eine Begrenzungsmauer beim Hafen fuhr. Durch die dabei erlittenen Verletzungen fiel er den Rest der Saison aus und kehrte erst 1957 in die Formel 1 zurück. Mercedes verpflichtete als Ersatz für Herrmann den Ecurie-Rosier-Fahrer André Simon für das Rennen. Lance Macklin und Ted Whiteaway fuhren im Training mit privaten Wagen, qualifizierten sich jedoch nicht, da das Fahrerfeld aus Sicherheitsgründen auf 20 Wagen beschränkt war. Für Whiteaway war es der einzige Versuch, sich für ein Formel-1-Rennen zu qualifizieren.

### Rennen
Beim Start gingen die beiden Mercedes-Fahrer Fangio und Moss in Führung und duellierten sich in den ersten Rennrunden mit Behra auf Maserati, dem jedoch nach einigen Runden das Tempo der Mercedes zu schnell war, sodass eine Lücke zu den Führenden entstand. In Runde sieben und acht schieden mit Rosier und Musso die ersten beiden Maseratifahrer infolge technischer Defekte aus. Fangio und Moss bauten unterdessen den Vorsprung auf die Konkurrenz weiter aus und dominierten das Rennen. Nach 22 Runden begann eine größere Serie von Ausfällen, die das Rennergebnis stark beeinflusste. Hawthorn stellte seinen Vanwall mit Problemen am Gaspedal ab, zwei Runden später erlitt Simons Mercedes einen Motorschaden, in Runde 38 gab Manzon im Gordini das Rennen mit einem Getriebeschaden auf.
In Runde 42 platzte Behra auf Platz drei liegend ein Reifen. Als Reaktion darauf entschied sich Maserati, Behra und Perdisa die Wagen tauschen zu lassen. Wenige Runden später schied Fangio mit Getriebeschaden aus, die Führung übernahm sein Teamkollege Moss. Mit ähnlichen Defekten schieden in den folgenden Runden auch der zweite Gordini mit Élie Bayol sowie ein weiterer Maserati mit Mieres aus. Moss war zu diesem Zeitpunkt des Rennens klar in Führung und ein weiterer überlegener Mercedes-Sieg schien sicher. Allerdings erlitt der Wagen einen Motorschaden, der Ascari in Führung brachte. Ascari verschätzte sich in einer Schikane, touchierte die Streckenbegrenzung und flog mit seinem Wagen ins Hafenbecken. Er konnte sich aus dem sinkenden Wagen befreien, schwamm an Land und wurde von einem Matrosen des Reeders Onassis aus dem kalten Wasser gerettet. Der Weltmeister von 1952 und 1953 brach sich bei diesem Unfall das Nasenbein und zog sich einige Prellungen zu; vier Tage später starb er bei einem Unfall in einem Sportwagen. 1965, zehn Jahre nach Ascaris Unfall, stürzte auch Paul Hawkins ins Hafenbecken von Monaco, blieb jedoch unverletzt. Diese beiden Vorfälle waren die einzigen der Formel-1-Geschichte, bei denen ein Wagen ins Meer stürzte. Moss fuhr mit dem Motorschaden noch wenige Meter und stellte seinen Wagen ab, wurde jedoch als Neunter gewertet. Trintignant übernahm mit dem für das Wochenende unterlegenen Ferrari die Führung und gewann sein erstes von zwei Rennen. Ferrari profitierte von der Zuverlässigkeit seiner Wagen im Vergleich zur Konkurrenz. Lediglich der Ferrari-Pilot Schell fiel in Runde 67 mit einem Motorschaden aus. Trintignant war somit der erste französische Formel-1-Sieger und es war für den Reifenhersteller Englebert der erste Rennsieg, für Ferrari und Trintignant der einzige Grand Prix Erfolg 1955. Eugenio Castellotti fuhr im Lancia auf Platz zwei mit 20 Sekunden Rückstand auf Trintignant und sicherte sich den ersten und einzigen Podestplatz für das Team Lancia in seinem letzten Grand Prix. Das Podium wurde vom Formel-1-Debütanten Cesare Perdisa komplettiert, der den Maserati von Behra im Rennen übernommen hatte. Weitere Punkte für Platz vier und fünf erhielten Farina im zweiten Ferrari und Luigi Villoresi im zweiten Lancia.
Fangio erhielt für die schnellste Rennrunde einen Punkt, verlor jedoch die Führung in der Fahrerwertung an Trintignant. Somit führte das erste Mal in der Geschichte der Formel 1 ein Franzose in der Gesamtwertung. Mit Platz zwei im Rennen, rückte Castellotti auf Platz vier vor, Farina lag nach zwei von sieben Rennen auf Position drei.

## Meldeliste
| Team                      | Nr. | Fahrer              | Chassis                               | Motor                         | Reifen |
| ------------------------- | --- | ------------------- | ------------------------------------- | ----------------------------- | ------ |
| Daimler-Benz AG           | 02  | Juan Manuel Fangio  | Mercedes-Benz W 196                   | Mercedes-Benz 2.5 L8          | C      |
| Daimler-Benz AG           | 04  | Hans Herrmann       | Mercedes-Benz W 196                   | Mercedes-Benz 2.5 L8          | C      |
| Daimler-Benz AG           | 04  | André Simon         | Mercedes-Benz W 196                   | Mercedes-Benz 2.5 L8          | C      |
| Daimler-Benz AG           | 06  | Stirling Moss       | Mercedes-Benz W 196                   | Mercedes-Benz 2.5 L8          | C      |
| Equipe Gordini            | 08  | Robert Manzon       | Gordini Type 16/Gordini Type 32       | Gordini 2.5 L6/Gordini 2.5 L8 | E      |
| Equipe Gordini            | 10  | Jacques Pollet      | Gordini Type 16                       | Gordini 2.0 L6                | E      |
| Equipe Gordini            | 12  | Élie Bayol          | Gordini Type 16                       | Gordini 2.5 L6                | E      |
| Ecurie Rosier             | 14  | Louis Rosier        | Maserati 250F                         | Maserati 2.5 L6               | P      |
| Ecurie Rosier             | 16  | André Simon         | Maserati 250F                         | Maserati 2.5 L6               | P      |
| Vandervell Products Ltd   | 18  | Mike Hawthorn       | Vanwall VW 55                         | Vanwall 2.5 L6                | P      |
| Stirling Moss Ltd.        | 22  | Lance Macklin       | Maserati 250F                         | Maserati 2.5 L6               | D      |
| EN Whiteaway              | 24  | Ted Whiteaway       | HWM 53                                | Alta 2.5 L4                   | D      |
| Scuderia Lancia           | 26  | Alberto Ascari      | Lancia D50                            | Lancia 2.5 V8                 | P      |
| Scuderia Lancia           | 28  | Luigi Villoresi     | Lancia D50                            | Lancia 2.5 V8                 | P      |
| Scuderia Lancia           | 30  | Eugenio Castellotti | Lancia D50                            | Lancia 2.5 V8                 | P      |
| Scuderia Lancia           | 32  | Louis Chiron        | Lancia D50                            | Lancia 2.5 V8                 | P      |
| Officine Alfieri Maserati | 34  | Jean Behra          | Maserati 250F                         | Maserati 2.5 L6               | E      |
| Officine Alfieri Maserati | 34  | Cesare Perdisa      | Maserati 250F                         | Maserati 2.5 L6               | E      |
| Officine Alfieri Maserati | 36  | Roberto Mieres      | Maserati 250F                         | Maserati 2.5 L6               | P      |
| Officine Alfieri Maserati | 38  | Luigi Musso         | Maserati 250F                         | Maserati 2.5 L6               | P      |
| Officine Alfieri Maserati | 40  | Cesare Perdisa      | Maserati 250F                         | Maserati 2.5 L6               | P      |
| Officine Alfieri Maserati | 40  | Jean Behra          | Maserati 250F                         | Maserati 2.5 L6               | P      |
| Scuderia Ferrari          | 42  | Giuseppe Farina     | Ferrari 625F1                         | Ferrari 2.5 L4                | E      |
| Scuderia Ferrari          | 44  | Maurice Trintignant | Ferrari 625F1/Ferrari 555 Supersqualo | Ferrari 2.5 L4                | E      |
| Scuderia Ferrari          | 46  | Harry Schell        | Ferrari 555 Supersqualo               | Ferrari 2.5 L4                | E      |
| Scuderia Ferrari          | 48  | Piero Taruffi       | Ferrari 555 Supersqualo               | Ferrari 2.5 L4                | E      |
| Scuderia Ferrari          | 48  | Paul Frère          | Ferrari 555 Supersqualo               | Ferrari 2.5 L4                | E      |

Anmerkungen
1. ↑  Herrmann verletzte sich im Training schwer und konnte nicht am Rennen teilnehmen. Simon ersetzte ihn.
2. ↑  Behra fuhr den Wagen 42 Runden, Perdisa 57 Runden.
3. ↑  Perdisa fuhr den Wagen 40 Runden, Behra 46 Runden.
4. ↑  Taruffi bestritt das Training, im Rennen fuhr er 50 Runden, Frère fuhr 36 Runden.

## Klassifikationen

### Qualifying
| Pos. | Fahrer              | Konstrukteur | Zeit   | Start |
| ---- | ------------------- | ------------ | ------ | ----- |
| 01   | Juan Manuel Fangio  | Mercedes     | 1:41,1 | 01    |
| 02   | Alberto Ascari      | Lancia       | 1:41,1 | 02    |
| 03   | Stirling Moss       | Mercedes     | 1:41,2 | 03    |
| 04   | Eugenio Castellotti | Lancia       | 1:42,0 | 04    |
| 05   | Jean Behra          | Maserati     | 1:42,6 | 05    |
| 06   | Roberto Mieres      | Maserati     | 1:43,7 | 06    |
| 07   | Luigi Villoresi     | Lancia       | 1:43,7 | 07    |
| 08   | Luigi Musso         | Maserati     | 1:44,3 | 08    |
| 09   | Maurice Trintignant | Ferrari      | 1:44,4 | 09    |
| 10   | André Simon         | Mercedes     | 1:45,5 | 10    |
| 11   | Cesare Perdisa      | Maserati     | 1:45,6 | 11    |
| 12   | Mike Hawthorn       | Vanwall      | 1:45,6 | 12    |
| 13   | Robert Manzon       | Gordini      | 1:46,0 | 13    |
| 14   | Giuseppe Farina     | Ferrari      | 1:46,0 | 14    |
| 15   | Piero Taruffi       | Ferrari      | 1:46,0 | 15    |
| 16   | Élie Bayol          | Gordini      | 1:46,5 | 16    |
| 17   | Louis Rosier        | Maserati     | 1:46,7 | 17    |
| 18   | Harry Schell        | Ferrari      | 1:46,8 | 18    |
| 19   | Louis Chiron        | Lancia       | 1:47,3 | 19    |
| 20   | Jacques Pollet      | Gordini      | 1:49,4 | 20    |
| DNQ  | Lance Macklin       | Maserati     | 1:49,4 | –     |
| DNQ  | Ted Whiteaway       | HWM          | 1:57,2 | –     |

### Rennen
| Pos. | Fahrer                    | Konstrukteur | Runden | Stopps | Zeit        | Start | Schnellste Runde |
| ---- | ------------------------- | ------------ | ------ | ------ | ----------- | ----- | ---------------- |
| 01   | Maurice Trintignant       | Ferrari      | 100    |        | 2:58:09,8   | 09    |                  |
| 02   | Eugenio Castellotti       | Lancia       | 100    |        | + 20,2      | 04    |                  |
| 03   | Jean Behra Cesare Perdisa | Maserati     | 99     |        | + 1 Runde   | 05    |                  |
| 04   | Giuseppe Farina           | Ferrari      | 99     |        | + 1 Runde   | 14    |                  |
| 05   | Luigi Villoresi           | Lancia       | 99     |        | + 1 Runde   | 07    |                  |
| 06   | Louis Chiron              | Lancia       | 95     |        | + 5 Runden  | 19    |                  |
| 07   | Jacques Pollet            | Gordini      | 91     |        | + 9 Runden  | 20    |                  |
| 08   | Piero Taruffi Paul Frère  | Ferrari      | 86     |        | + 14 Runden | 15    |                  |
| 09   | Stirling Moss             | Mercedes     | 81     |        | DNF         | 03    |                  |
| –    | Cesare Perdisa Jean Behra | Maserati     | 86     |        | DNF         | 11    |                  |
| –    | Alberto Ascari            | Lancia       | 80     |        | DNF         | 02    |                  |
| –    | Harry Schell              | Ferrari      | 67     |        | DNF         | 18    |                  |
| –    | Roberto Mieres            | Maserati     | 64     |        | DNF         | 06    |                  |
| –    | Élie Bayol                | Gordini      | 63     |        | DNF         | 16    |                  |
| –    | Juan Manuel Fangio        | Mercedes     | 49     |        | DNF         | 01    | 1:42,4           |
| –    | Robert Manzon             | Gordini      | 38     |        | DNF         | 13    |                  |
| –    | André Simon               | Mercedes     | 24     |        | DNF         | 10    |                  |
| –    | Mike Hawthorn             | Vanwall      | 22     |        | DNF         | 12    |                  |
| –    | Louis Rosier              | Maserati     | 8      |        | DNF         | 17    |                  |
| –    | Luigi Musso               | Maserati     | 7      |        | DNF         | 08    |                  |
| DNS  | Hans Herrmann             | Mercedes     | –      | –      | –           | –     | –                |

## WM-Stand nach dem Rennen
Die ersten fünf bekamen 8, 6, 4, 3 bzw. 2 Punkte; einen Punkt gab es für die schnellste Runde. Es zählten nur die fünf besten Ergebnisse aus sieben Rennen.

### Fahrerwertung
| Pos. | Fahrer                | Konstrukteur       | Punkte |
| ---- | --------------------- | ------------------ | ------ |
| 01   | Maurice Trintignant   | Ferrari            | 11,33  |
| 02   | Juan Manuel Fangio    | Mercedes           | 10     |
| 03   | Giuseppe Farina       | Ferrari            | 6,33   |
| 04   | Eugenio Castellotti   | Lancia             | 6      |
| 05   | Roberto Mieres        | Maserati           | 2      |
| 06   | José Froilán González | Ferrari            | 2      |
| 07   | Jean Behra            | Maserati           | 2      |
| 08   | Cesare Perdisa        | Maserati           | 2      |
| 09   | Luigi Villoresi       | Lancia             | 2      |
| 10   | Umberto Maglioli      | Ferrari            | 1,33   |
| 11   | Stirling Moss         | Mercedes           | 1      |
| 12   | Hans Herrmann         | Mercedes           | 1      |
| 13   | Karl Kling            | Mercedes           | 1      |
| 14   | Louis Chiron          | Lancia             | 0      |
| 14   | Harry Schell          | Maserati / Ferrari | 0      |
| 15   | Jacques Pollet        | Gordini            | 0      |

| Pos. | Fahrer            | Konstrukteur | Punkte |
| ---- | ----------------- | ------------ | ------ |
| 15   | Luigi Musso       | Maserati     | 0      |
| 16   | Piero Taruffi     | Ferrari      | 0      |
| 17   | Paul Frère        | Ferrari      | 0      |
| 18   | Sergio Mantovani  | Maserati     | 0      |
| –    | Clemar Bucci      | Maserati     | 0      |
| –    | Carlos Menditéguy | Maserati     | 0      |
| –    | Jésus Iglesias    | Gordini      | 0      |
| –    | Alberto Uria      | Maserati     | 0      |
| –    | Alberto Ascari    | Lancia       | 0      |
| –    | Élie Bayol        | Gordini      | 0      |
| –    | Pablo Birger      | Gordini      | 0      |
| –    | Robert Manzon     | Gordini      | 0      |
| –    | André Simon       | Mercedes     | 0      |
| –    | Mike Hawthorn     | Vanwall      | 0      |
| –    | Louis Rosier      | Maserati     | 0      |